# Чемпіонат УРСР з легкої атлетики 1950
Чемпіонат УРСР з легкої атлетики 1950 відбувся 19-22 жовтня в Одесі на Центральному стадіоні «Харчовик».
У змаганнях не взяли участі провідні легкоатлети, які виступали за кордоном. Несприятлива погода (останні два дні доходила до 7-8 градусів тепла та супроводжувалася сильним вітром) завадила показати високі результати. Варто відзначити перемоги на дистанції 800 та 1500 метрів молодої Ніни Плетньової, яка вже наступного року стала рекордсменкою світу (2.12,0) на 800-метрівці.

## Призери

### Чоловіки
| Дисципліни                | Золото                          | Золото    | Срібло                          | Срібло    | Бронза                         | Бронза  |
| ------------------------- | ------------------------------- | --------- | ------------------------------- | --------- | ------------------------------ | ------- |
| 100 метрів                | Володимир Муравйов Харків       | 11,0      |                                 |           |                                |         |
| 200 метрів                | Геннадій Дагман Сталіно         | 22,8      | Володимир Муравйов Харків       | 22,8      | Олександр Полянський Запоріжжя | 22,9    |
| 400 метрів                | Степан Донченко Запоріжжя       | 51,6      | Семен Танинець Ужгород          | 52,1      | А. Солових Київ                | 52,6    |
| 800 метрів                | Степан Донченко Запоріжжя       | 1.58,0    | Л. Нікітін Харків               | 1.58,6    | В. Томашинський Львів          | 1.59,5  |
| 1500 метрів               | Анатолій Черемних Київ          | 4.10,4    | Федір Марулін Дніпропетровськ   | 4.14,0    | Л. Нікітін Харків              | 4.15,2  |
| 5000 метрів               | Анатолій Непомнящий Київ        | 15.26,4   | Павло Жарий Запоріжжя           | 15.29,0   | А. Тер-Арутюнянц Київ          | 15.39,0 |
| 10000 метрів              | Павло Савельєв Київ             | 32.36,8   | Павло Жарий Запоріжжя           | 32.43,2   | Петро Сорокових Сталіно        | 32.58,8 |
| 110 метрів з бар'єрами    | Стефан Плішка Ужгород           | 15,9      | Семен Танинець Ужгород          | 16,1      | Сухоруков Ворошиловград        | 16,2    |
| 200 метрів з бар'єрами    | Семен Танинець Ужгород          | 26,4      | Семен Кріцштейн Чернівці        | 27,8      |                                |         |
| 400 метрів з бар'єрами    | Семен Танинець Ужгород          | 58,5      | Е. Рубакін Запоріжжя            | 1.00,4    | Зельцерман Харків              | 1.01,4  |
| 3000 метрів з перешкодами | Анатолій Непомнящий Київ        | 9.39,6    | Федір Марулін Дніпропетровськ   | 9.40,2    | Петро Сорокових Сталіно        | 9.40,2  |
| 4×100 метрів              | Харків                          | 44,2      | Дніпропетровськ                 | 44,6      | Львів                          | 44,6    |
| Ходьба 20 кілометрів      | Яків Зуй Запоріжжя              | 1:39.43,6 | Яків Лосевський Дніпропетровськ | 1:42.45,0 |                                |         |
| Стрибки у висоту          | Євген Вансович Одеса            | 1,85      | В. Зайцев Київ                  | 1,85      | Р. Жордочка Київ               | 1,80    |
| Стрибки з жердиною        | Володимир Булатов Київ          | 4,01      | П. Разломенко Кременчук         | 3,80      | Володимир Бражник Київ         | 3,70    |
| Стрибки у довжину         | Володимир Бражник Київ          | 7,00      | В. Підяшев Дніпропетровськ      | 6,69      | В. Свердляковський Харків      | 6,58    |
| Потрійний стрибок         | В. Єпатьєв Харків               | 13,67     | Артеменко Дніпропетровськ       | 13,49     | Володимир Зайцев Київ          | 13,34   |
| Штовхання ядра            | Іван Каптюх Київ                | 13,23     | Дмитро Чернявський Київ         | 13,01     | Віктор Глущенко Харків         | 12,78   |
| Метання диска             | Павло Корчинський Львів         | 43,80     | Григорій Артамонов Харків       | 42,64     | Дмитро Чернявський Київ        | 42,53   |
| Метання молота            | Володимир Гарін Дніпропетровськ | 49,06     | Віктор Глущенко Харків          | 48,81     | Микола Виставкін Київ          | 48,05   |
| Метання списа             | Іван Каптюх Київ                | 62,26     | Ян Шедько Чернівці              | 59,00     | Дмитро Чернявський Київ        | 58,63   |
| Триборство (спринтерське) | Володимир Муравйов Харків       |           |                                 |           |                                |         |

### Жінки
| Дисципліни                | Золото                    | Золото | Срібло                      | Срібло | Бронза                         | Бронза |
| ------------------------- | ------------------------- | ------ | --------------------------- | ------ | ------------------------------ | ------ |
| 100 метрів                | Олександра Ус Одеса       | 12,6   |                             |        |                                |        |
| 200 метрів                | Валентина Андріанова Київ | 26,3   | Олександра Ус Одеса         | 26,3   | Олена Зозуля Куп'янськ         | 26,9   |
| 400 метрів                | Валентина Андріанова Київ | 59,5   | В. Циганок Запоріжжя        | 1.01,5 | Дора Барахович Дніпропетровськ | 1.01,8 |
| 800 метрів                | Ніна Плетньова Сталіно    | 2.22,8 | Н. Чорнощок Київ            | 2.23,8 |                                |        |
| 1500 метрів               | Ніна Плетньова Сталіно    | 5.13,4 |                             |        |                                |        |
| 80 метрів з бар'єрами     | Катерина Адаменко Київ    | 12,1   | Олександра Ус Одеса         | 12,1   |                                |        |
| 4×100 метрів              | Київ                      | 51,1   | Одеса                       | 51,7   | Запоріжжя                      | 52,2   |
| Стрибки у висоту          | Євгенія Гагіна Харків     | 1,50   | Людмила Радченко Київ       | 1,50   | Галина Сегень Київ             |        |
| Стрибки у довжину         | Катерина Адаменко Київ    | 5,23   |                             |        |                                |        |
| Штовхання ядра            | Воля Смирнова Чернівці    | 12,49  | Раїса Близнецова Харків     | 12,34  | Софія Бурдуленко Запоріжжя     | 12,12  |
| Метання диска             | Зоя Синицька Київ         | 43,24  | Людмила Іщенко Одеська обл. | 39,71  | Любов Канакі Київ              | 37,85  |
| Метання списа             | Валентина Попова Харків   | 41,84  | Надія Коняєва Київ          | 39,91  | Ганна Баштакова Київ           | 38,??  |
| Триборство (спринтерське) | Валентина Андріанова Київ | 2349   |                             |        |                                |        |